# 呂十三型潜水艦
呂十三型潜水艦（ろじゅうさんがたせんすいかん）は、大日本帝国海軍の潜水艦の艦級。海中2型（かいちゅうにがた）とも。同型艦3隻。戦歴なし。

## 概要
1917年（大正6年）度の八四艦隊案により3隻が建造され、1920年(大正9年)から1921年(大正10年)にかけて竣工した。海中1型を発展させたもので、大きな変更はないが燃料の搭載量が増え、航続距離が向上した。上部構造物のレイアウトも若干変更され、上構の魚雷発射管は後部に移され固定式となった。兵装には特に変更点はない。
1933年(昭和8年)から翌年にかけて除籍された。戦歴はない。

## 同型艦
1924年（大正13年）11月1日に「呂号第～潜水艦」と改名。

### 呂13
- 呂号第十三潜水艦 ←第二十三潜水艦から改名
  - 1920年（大正9年）9月30日竣工（呉）。1933年（昭和8年）4月1日除籍。

### 呂14
- 呂号第十四潜水艦 ←第二十二潜水艦から改名
  - 1921年（大正10年）2月17日竣工（呉）。1934年（昭和9年）9月1日除籍。

### 呂15
- 呂号第十五潜水艦 ←第二十四潜水艦から改名
  - 1921年（大正10年）6月30日竣工（呉）。1934年（昭和9年）9月1日除籍。